# 김규민 (2003년)
김규민(2003년 3월 15일 ~ )은 대한민국의 축구 선수로, 포지션은 공격형 미드필더이다. 현재 K리그2 부천 FC 1995 소속이다.